# Vol 1344 d'Air India Express
El vol 1344 d'Air India Express va ser un vol internacional de passatgers programat des de l'aeroport internacional de Dubai fins a l'aeroport internacional de Calicut a la ciutat de Kozhikode, Kerala, Índia. El 7 d'agost de 2020, l'avió que operava el vol, un Boeing 737-8HG, es va estavellar després de patinar fora de la pista en l'aterratge. Després que l'aeronau sortís de la pista, va caure per una petita vall i es va trencar en dues parts. Tot plegat va tenir lloc en un episodi de pluja intensa. De les 190 persones a bord de l'avió (184 passatgers i sis tripulants), divuit, inclosos els dos pilots, van morir.

## Aparell i tripulació
L'accident va implicar un Boeing 737-800 amb un paquet de rendiment de camp curt. Estava registrat amb la matricula VT-AXH, el número de sèrie del fabricant era 36323 i el número de línia 2108. L'aeronau va volar per primera vegada el 15 de novembre del 2006 i duia com a logotip una "Porta de l'Índia" representada a l'estabilitzador vertical de la cua. En el moment de l'accident, l'avió tenia més de tretze anys.
La tripulació estava formada pel capità Deepak Sathe, que havia estat pilot amb la Força Aèria Índia abans de formar part d'Air India, el copilot Akhilesh Kumar; i quatre assistents de vol. Sathe havia aterrat amb èxit a l'aeroport de Calicut almenys 27 vegades, més de deu de les quals el mateix 2020.

## Vol
L'aeronau va sortir de la porta E6 i es va enlairar de la pista 30R de l'aeroport internacional de Dubai el 7 d'agost de 2020, a les 14:14 hora local (7 d'agost de 2020, 10:14 UTC) i estava previst que arribés a l'aeroport internacional de Calicut a Kozhikode, Kerala, a les 19:40 hora local (7 d'agost de 2020, 14:10 UTC). La distància era de 2.673 quilòmetres (1.661 milles). Va ser un vol de repatriació de persones que havien quedat atrapades a l'estranger a causa de la pandèmia de COVID-19, en una missió de retorn que duia el nom de Vande Bharat.

### L'accident
L'aparell va aconseguir arribar a l'aeroport a temps. L'aproximació es va fer per a la pista 28, però va avortar dos aterratges a causa del vent de cua i va sobrevolar la pista mentre esperava l'autorització per aterrar a la pista 10.
A causa del monsó, les inclemències meteorològiques van reduir la visibilitat en el moment de l'aterratge a 2.000 m. La pista 28 estava en ús i en el primer intent d'aterratge, el pilot no va poder veure la pista i va sol·licitar la pista 10. Al segon intent a la pista 10 de 2.860 m (9,380 peus), l'aeronau va tocar terra prop del rodatge ''C'', que està aproximadament a 1.000 m (3.300 peus) més enllà del llindar de la pista.
L'aeronau no va poder aturar-se abans del final de la pista d'aterratge i va caure entre 9-10,5 m per una vall. La caiguda va fer que el fuselatge es trenqués en dues parts. No es va informar d'incendis posteriors a l'accident. Es creu que el vent de cua, els dipòsits de cautxú i la pista humida que va afectat el rendiment de frenada de l'aeronau van ser els motius de l'accident.
Aquest incident va ser similar al que li va passar al vol 812 d'Air India Express el 22 de maig de 2010 a l'aeroport internacional de Mangalore, en el que van morir 158 persones de les 166 que anaven a bord.

## Víctimes
Viatjaven a bord de l'avió un total de 184 passatgers, quatre assistents de cabina i dos pilots. Divuit persones van morir en el sinistre (16 passatgers i els dos pilots) i més de 100 persones van resultar ferides.
| Tipus de víctima | Total | Supervivents | Morts |
| ---------------- | ----- | ------------ | ----- |
| Passatgers       | 184   | 168          | 16    |
| Pilots           | 2     | 0            | 2     |
| Assitents        | 4     | 4            | 0     |
| Total            | 190   | 172          | 18    |

## Error en els mitjans
La confusió de "Calicut" amb "Calcuta" va ser un error en el que van caure molts mitjans de comunicació d'arreu, també de catalans com ara el Periódico, El Nacional o el Diari de Girona, així com altres que van corregir-ho, si bé la paraula "calcuta" segueix formant part de l'adreça de la notícia, cas de l'ara o de VilaWeb. Fins i tot "Calcuta" va arribar a ser Trending Topic, el dia de l'accident, a Mèxic.